# Teucrium luteum
Espèce
Teucrium luteum est une espèce de plantes à fleurs de la famille des Lamiaceae endémique de la Tunisie.

## Liste des sous-espèces
Selon World Checklist of Selected Plant Families (WCSP) (11 août 2014) :
- sous-espèce Teucrium luteum subsp. flavovirens (Batt.) Greuter & Burdet (1985)
- sous-espèce Teucrium luteum subsp. gabesianum (S.Puech) Greuter (1986)
- sous-espèce Teucrium luteum subsp. luteum

Selon The Plant List (11 août 2014) :
- sous-espèce Teucrium luteum subsp. flavovirens (Batt.) Greuter & Burdet
- sous-espèce Teucrium luteum subsp. gabesianum (S.Puech) Greuter
- sous-espèce Teucrium luteum subsp. mesanidum (Litard. & Maire) Greuter & Burdet
- sous-espèce Teucrium luteum subsp. xanthostachyum (Maire & Wilczek) Greuter & Burdet

Selon Tropicos (11 août 2014) (Attention liste brute contenant possiblement des synonymes) :
- sous-espèce Teucrium luteum subsp. aureiforme (Rouy) Rivas Mart.
- sous-espèce Teucrium luteum subsp. contortostylum (Sennen) T.Navarro & Rosua
- sous-espèce Teucrium luteum subsp. flavovirens (Batt.) Greuter & Burdet
- sous-espèce Teucrium luteum subsp. gabesianum (S. Puech) Greuter
- sous-espèce Teucrium luteum subsp. latifolium (Willk.) Greuter & Burdet
- sous-espèce Teucrium luteum subsp. lusitanicum (Schreb.) Rivas Mart.
- sous-espèce Teucrium luteum subsp. luteum
- sous-espèce Teucrium luteum subsp. mesanidum (Litard. & Maire) Greuter & Burdet
- sous-espèce Teucrium luteum subsp. montanum (Boiss.) Greuter & Burdet
- sous-espèce Teucrium luteum subsp. turdetanum (Devesa & Valdés Berm.) Greuter & Burdet
- sous-espèce Teucrium luteum subsp. xanthostachyum (Maire & Wilczek) Greuter & Burdet